# 1890
1890. је била проста година.

## Догађаји

### Јул
- 2. јул — Амерички Конгрес је усвојио Шерманов закон, прву акцију америчке владе да ограничи монополе.
- 17. јул — Сесил Роудз је постао премијер колоније Рт добре наде у Јужној Африци.

## Рођења

### Фебруар
- 10. фебруар — Борис Пастернак, руски књижевник

### Март
- 9. март — Вјачеслав Молотов, совјетски политичар
- 12. март — Вацлав Нижински, руски балетан

### Мај
- 19. мај — Хо Ши Мин, вијетнамски политичар. (†1969).

### Јул
- 19. јул — Ђорђе II Грчки, краљ Грчке

### Август
- 23. август — Викентије Проданов, патријарх српски.

### Септембар
- 15. септембар — Агата Кристи, енглеска књижевница. (†1976)
- 18. септембар — Александар Соловјев, руски историчар и српски научник. († 1971)

### Октобар
- 14. октобар — Двајт Д. Ајзенхауер, амерички генерал и 34. председник САД. († 1969)

### Новембар
- 22. новембар — Шарл де Гол, француски генерал и државник,

### Децембар
- 6. децембар — Александар М. Леко, српски хемичар. (†1982)
- 24. децембар — Божидар Аџија, југословенски политичар. († 1941)

## Смрти

### Март
- 17. март — Мита Ракић, српски књижевник. (*1846).

### Август
- 4. август — Иван Мажуранић, хрватски књижевник и политичар

### Новембар
- 26. децембар — Хајнрих Шлиман, немачки археолог. (*1822)